# Vidovdan
Vidovdan (Dzień świętego Wita) – jedno z ważniejszych świąt religijnych w Serbii przypadające na 15 czerwca w kalendarzu juliańskim, czyli 28 czerwca w kalendarzu gregoriańskim. Ma dla Serbów znaczenie historyczne, ponieważ 15 czerwca 1389 roku miejsce miała bitwa na Kosowym Polu, gdzie Serbia walczyła przeciw Imperium Osmańskiemu.

## Pieśń Vidovdan
Do tej bitwy odnosi się treść pieśni Vidovdan. Pieśń ta po raz pierwszy ukazała się w roku 1989, w 600-rocznicę bitwy na Kosowym polu, na albumie Gordany Lazarević. Tekst pieśni z tłumaczeniem na język polski:
| U nebo gledam Prolaze vekovi, Sećanja davnih Jedini lekovi. Kud god da krenem Tebi se vraćam ponovo. Ko da mi otme Iz moje duše Kosovo Vidovdan K'o večni plamen U našim srcima Kosovskog boja Ostaje istina. Kud god da krenem Tebi se vraćam ponovo. Ko da mi otme Iz moje duše Kosovo Vidovdan Oprosti Bože Sve naše grehove Junaštvom daruj Kćeri i sinove. Kud god da krenem Tebi se vraćam ponovo. Ko da mi otme Iz moje duše Kosovo | Patrzę na niebo Mijają wieki Stare wspomnienia Jedyne leki Gdziekolwiek bym nie był Znów wracam do Ciebie Nikt mi nie wyrwie Z mej duszy Kosowa Vidovdan Jak wieczny płomień W sercach naszych Pozostaje prawda O kosowskim boju Gdziekolwiek bym nie był Znów wracam do Ciebie Nikt mi nie wyrwie Z mej duszy Kosowa Vidovdan Wybacz nam Boże Wszystkie nasze winy I obdaruj męstwem I córki i syny. Gdziekolwiek bym nie był Znów wracam do Ciebie Nikt mi nie wyrwie Z mej duszy Kosowa |